# Романенко, Александр Викторович (хоккеист)
Александр Викторович Романенко (род. 29 марта 1976, Тольятти, Куйбышевская область) — российский хоккеист, нападающий.

## Биография
Воспитанник тольяттинской «Лады». В составе команды провёл по одному мачту в сезонах МХЛ 1992/93 и 1994/95 — когда «Лада» становилась серебряным призёром. Выступал за команды «Лада-2» (1993/94 — 1995/96, 1999/2000), «Трактор» и «Надежда» (Челябинск 1995/96), «Химик» Энгельс (1996/97), «Липецк» (1996/97 — 1998/99), «Амур» (1999/2000), «Энергия» Кемерово (2000/01), «Элемаш» Электросталь (2000/01 — 2001/02), ЦСК ВВС (2001/02), «Кристалл» Саратов (2002/03).
Победитель дивизиона «Запад» высшей лиги 1997/98 (ХК «Липецк»).